# 文化的環境
文化的環境（ぶんかてきかんきょう）とは、日常生活から生成される文化を育む場所・空間・条件などのことで、英語のCultural Environmentに相当し、広義では社会的環境に包括され、自然環境に対しての人為的・人工的環境を指すこともある。

## 構成
そもそも文化とは、人間が生み出し続けている有形無形の知的創造物の総体で、生存し続けるためのパラダイムでもあり、その土壌・基盤となるのが文化的環境である。

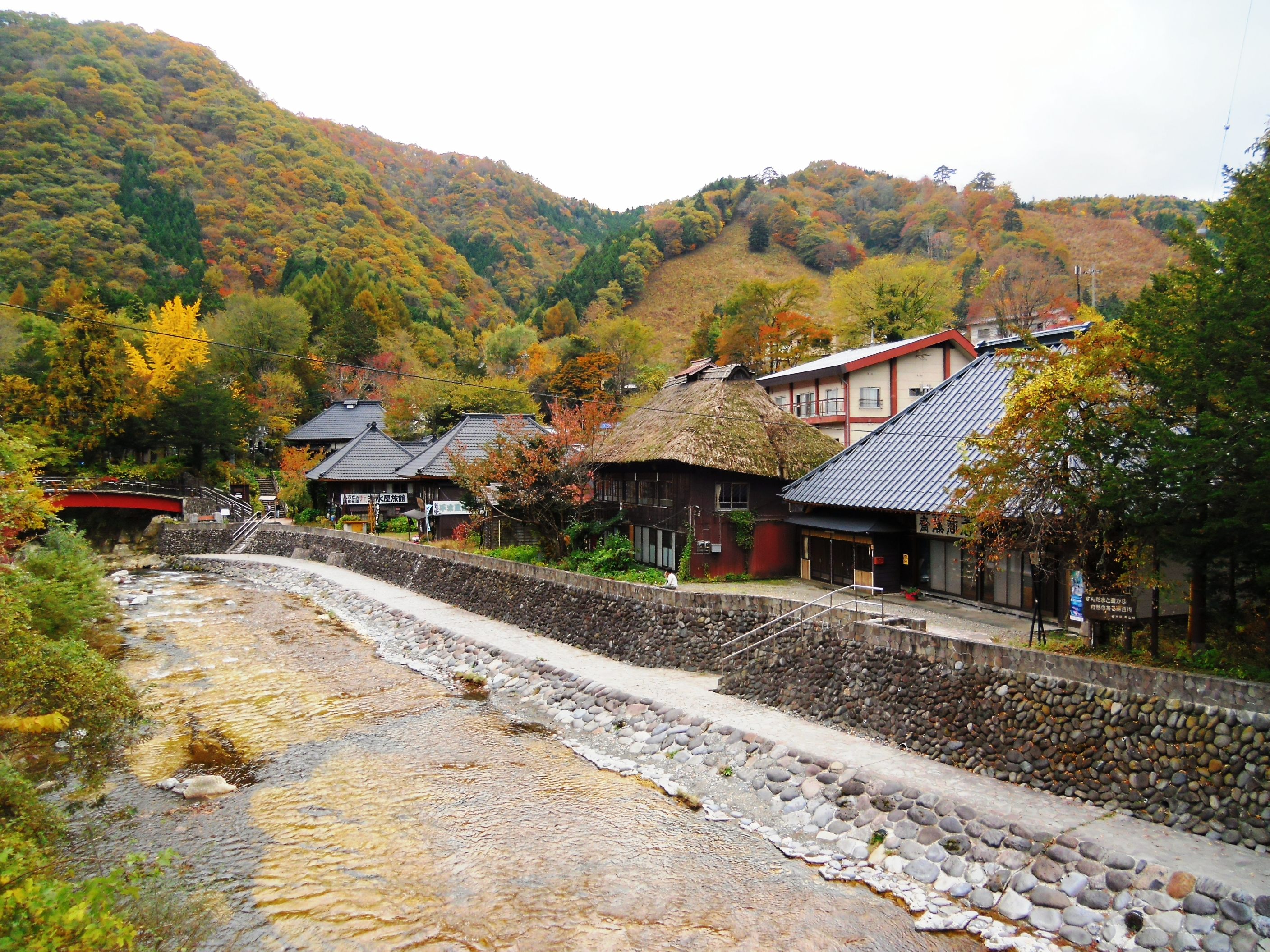
観光世俗化しても落人集落は文化的環境の好例（栃木県の湯西川）

例えば人間が生きてゆく上で最も重要な食を扱うFAO（国連食糧農業機関）は文化の代表例として、物質文化・言語・美学・教育・宗教・思考や価値観・社会的組織を上げており、それが発展してきた背景に文化的環境があるとしている。物を作り使う、話す、美的感性、遺伝・本能に依らない指導、畏敬の念、思慮、集団生活などが構築されてきた過程で、
- 場所…土地という視点では、住居や農地・放牧地、墓地や原始的な宗教観に基づく聖域といった最も身近な営みの場が文化的環境の発祥といえる。人工的に作られたものが主体となるが、狩猟採集社会では自然環境も文化的領域に含まれる。
- 空間…
- 条件…空間同様に無形で抽象的だが、事象・事柄など節理や自然法則的なものにまで及ぶ。人間が言葉を得たことで感情の表現や知識が伝承できるようになり、民族・社会・国家を形成するに至った必然性、思考する意識など。また、マジックリアリズムであろうともストーリー性も含まれる。例えば「平家の落人」の末裔を自認する地域で受け継がれてきた伝承と習慣・慣習など。

これらが文化的環境となる。

## 検証
文化は廃れる性質がある。それは人間の移ろいやすい本質によるものだが、流行や文明の崩壊による物理的な力での改変、あるいはアカルチュレーションのような融合の結果といえる。消滅した過去の文化的環境を歴史学では遺構、人文学では足跡として捉える（文化的古環境）。過去を学ぶことができる状況も文化的環境となる。
一方で、文化は常に創出・更新されてもいる。高度で複雑な社会ほどその比率は高まるが、不必要な発明のように需要があって供給されるものでもない。現代社会における文化が創生・発信される環境は無限にあり、その末端は個人の生活空間やコンピュータネットワーク上などに及ぶため個別に追跡するのは困難である。特に文化的環境の構成要素の一つである「条件」をどのように具現化して立証するかも問われる。

## 汎用
日本では文化的環境は自然状態にあり、文化的な価値があるものは公共性があると見做され行政により管理されるものと認識するが、欧米では実体を伴う存在と見做され文化資本として資源的に扱う傾向がある。文化資本としては文化財に準じたものとして保護の対象となるが、資源としては経済原理が働くため環境問題も生じ、開発・活用とともに持続可能性が求められる。
また、本来文化は公衆のためのものであったが、嗜好性の高まりから限られた少人数のためのものも現れたことで、文化的環境も細分化・狭小化している。

## 顕彰

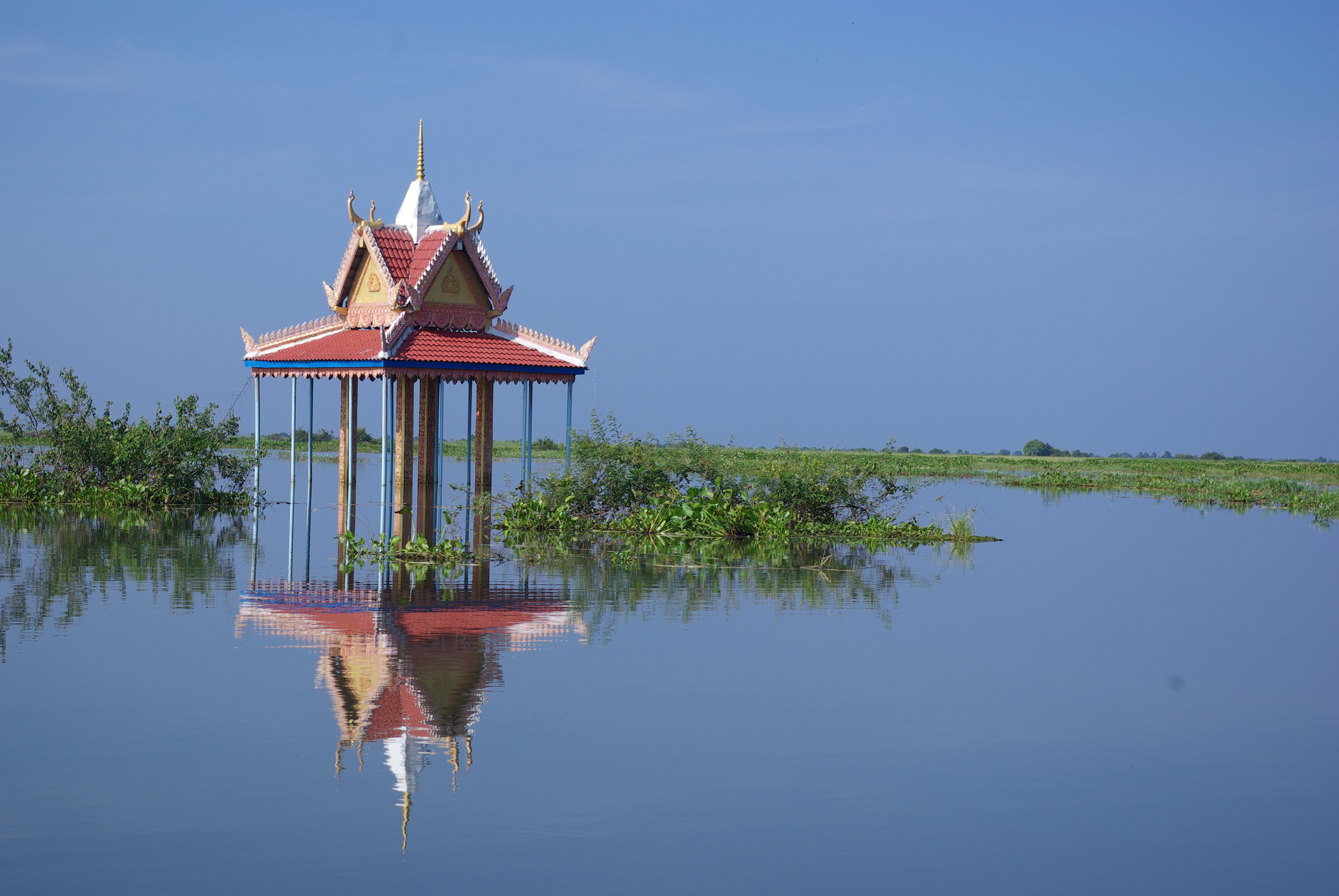
カンボジアのトンレサップ湖は生物圏保護区にして、漁労や灌漑の生活文化圏で、神聖視もされてきた

文化的環境を国際協調で保護する試みにUNESCO（ユネスコ）の「MAB(Man and the Biosphere)計画」による生物圏保護区（国内通称：エコパーク）がある。基本的には自然との共存を図りつつ、生物多様性を維持することが目的だが、環境の中にある人間の精神的な価値観や文化的な健全性も含めて評価していることに意義がある。
また、水鳥の生息地となる湿地の保護を目的とするラムサール条約は、文化的価値も付加することを決議している。

### 環境破壊
人為的要素に基づく文化的環境は、人為的な環境破壊にも晒される。それは単なる開発行為に留まらず、文化浄化・文化的自殺行為・都市環境破壊といった社会問題に起因する場合もある。